# 莱姆 (索恩-卢瓦尔省)
莱姆（法語：Lesme，法語發音：[lɛm]）是法国索恩-卢瓦尔省的一个市镇，属于沙罗勒区。

## 地理
莱姆（46°39'5"N, 3°42'57"E）面积5.08 平方千米，位于法国勃艮第-弗朗什-孔泰大區索恩-卢瓦尔省，该省份为法国中部省份，北起顺时针与科多尔省、汝拉省、安省、罗讷省、卢瓦尔省、阿列省和涅夫勒省接壤。
与莱姆接壤的市镇（或旧市镇、城区）包括：昂日耶夫尔河畔加尔纳、圣马丹德莱、波旁朗西、卢瓦尔河畔维特里。

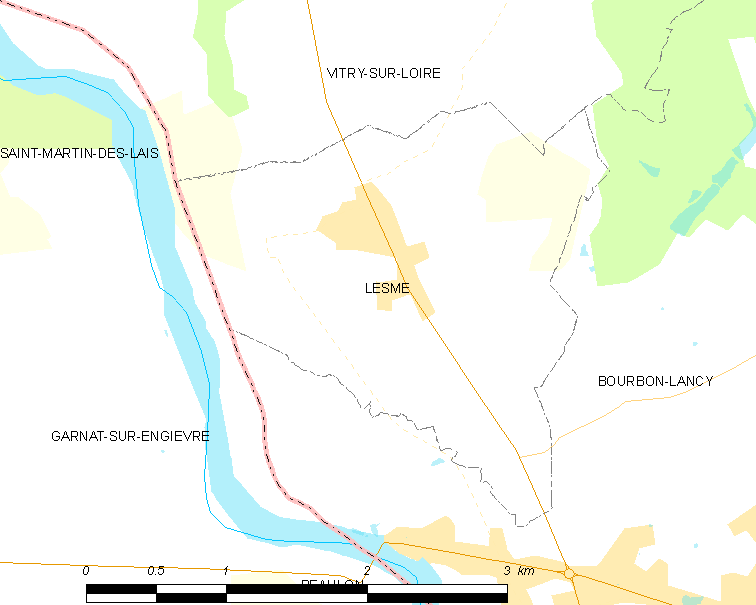
的OSM定位图

莱姆的时区为UTC+01:00、UTC+02:00（夏令时）。

## 行政
莱姆的邮政编码为71140，INSEE市镇编码为71255。

## 政治
莱姆所属的省级选区为迪关县。

## 人口

1962-2008年间人口变化图示

莱姆于2022年1月1日时的人口数量为173人。